# Мирослав Турянський
Мирослав Турянський (10 жовтня 1912, с. Хишевичі[джерело?] — 28 грудня 1998, Радехів) — український шаховий майстер, один із найсильніших гравців Львова 1930-х років.
Син письменника Осипа Турянського і Стефанії, дочки о. Степана Онишкевича, посла до Віденського Райхсрату, на той час пароха села Хишевичі. 
1928 року виграв чемпіонат клубу «Шаховий коник» у Львові в 1928 році і поділив 1-2-ге місця зі Степаном Попелем у чемпіонаті Західної України в Львові 1943 року.
1944 року Турянський виїхав на Захід і опинився у Відні, де в 1946—1947 роках став одним з найкращих гравців столиці Австрії та чемпіоном тамтешнього шахового клубу Гайтцинг. 1947 року посів 16-те місце у Відні у Меморіалі Карла Шлехтера (переміг Ласло Сабо).
1948 року емігрував до Нью-Йорка, де грав у Шаховому клубі Маршалла, і в сезоні 1949—1950 років посів друге місце у чемпіонаті свого клубу, позаду Ларрі Еванса. Тут проявилось його бажання брати участь в українському шаховому житті. 1950 року він переїхав до Чикаго й двічі вигравав чемпіонат міста (1953 та 1954). Фінішував 10-м на Відкритому чемпіонаті США 1953 року в Мілвокі 1953 (переміг Дональд Бірн).
Похований у м. Радехів, на місцевому цвинтарі.